# Djävulens hav
Djävulens hav, eller Drakens triangel är en region i Stilla havet runt ön Miyake, cirka 100 kilometer söder om Tokyo. Namnet används[källa behövs] av japanska fiskare men förekommer inte på sjökort.
Inom populärkulturen, speciellt i västvärlden och USA, tror man att Djävulens hav är en plats där flygplan och fartyg mystiskt försvinner, liksom i Bermudatriangeln. Japanerna, å andra sidan, anser inte att Djävulens hav är mer mystiskt än andra kustvatten runt om i Japan.
Bland annat sägs det att flygplan och fartyg försvunnit i regionen, att spökskepp och UFOn synts till och att man upplevt "hål i tiden" med mera. Amelia Earhart ska även ha försvunnit i området[källa behövs].

## Charles Berlitzs påstående
Enligt Charles Berlitz har Japan markerat Djävulens hav som ett farligt område. I Berlitzs bok The Bermuda Triangle påstår han att fem japanska stridsfartyg försvann under åren 1951–54, med sammanlagt över 700 människor ombord. Den japanska regeringen ska sedan ha skickat ett forskningsfartyg med över 100 vetenskapsmän ombord för att undersöka försvinnandet, men även detta skepp försvann och det var då regionen markerades som en farlig zon.
Enligt Larry Kusches var de påstådda stridsfartygen fiskebåtar, och vissa av dem förliste utanför Djävulens hav. Kusche noterade också att hundratals japanska fiskebåtar försvann under flera år på den tiden.
Ett japanskt forskningsfartyg med 31 människor ombord skickades ut för att studera vulkanisk aktivitet på havets botten. Skeppet förstördes på grund av en eruption, och vissa vrakdelar har återfunnits. Fartyget befann sig 300 kilometer söder om Djävulens hav då det förliste.

## Inom japanska legender
Det finns en legend om fiskemannen Urashima Tarō, som befinner sig utanför jordens tid, som ses som tidiga referenser till Djävulens hav. Men legenden är välkänd inom Oceanien och det finns paralleller i Europa.